# Семёнова, Ольга Юрьевна
Ольга Юрьевна Семёнова (9 октября 1964, Ленинград, РСФСР, СССР) — советская гандболистка. Заслуженный мастер спорта СССР (1986).

## Биография
Выпускница Киевского государственного института физической культуры (1988). Выступала за киевский «Спартак» под руководством И.Е.Турчина, в 1988 году с ним выиграла Кубок европейских чемпионов ЕГФ. В 1988 году вместе с женской сборной СССР по гандболу завоевала бронзовую медаль на Олимпиаде 1988 года. В финальной части соревнований сыграла три матча и забила шесть голов. В 1986 году завоевала также титул чемпиона мира.